# Aloe khamiesensis
Aloe khamiesensis ist eine Pflanzenart der Gattung der Aloen in der Unterfamilie der Affodillgewächse (Asphodeloideae). Das Artepitheton khamiesensis verweist auf das Vorkommen auf dem Kamiesberg in Südafrika, wo die Art erstmals gesammelt wurde.

## Beschreibung

### Vegetative Merkmale
Aloe khamiesensis wächst stammbildend, einzeln oder verzweigt etwa ab der Mitte. Die bis zu 1,5 Meter langen Stämme weisen Durchmesser von 10 bis 15 Zentimeter auf. Sie sind mit den ausdauernden Resten der trockenen Blattbasen bedeckt. Die lanzettlich verschmälerten Laubblätter bilden dichte Rosetten. Ihre trübgrüne, undeutlich linierte Blattspreite ist etwa 40 Zentimeter lang und 8 Zentimeter breit. Auf der Blattoberfläche befinden sich wenige zerstreute, elliptische, weiße Flecken, die auf der Blattunterseite zahlreicher sind. Die stechenden, rötlichen Zähne am Blattrand sind 2 bis 4 Millimeter lang und stehen 5 bis 10 Millimeter voneinander entfernt.

### Blütenstände und Blüten
Der Blütenstand besteht aus vier bis acht Zweigen und ist bis zu 90 Zentimeter lang. Die dichten, lang-konischen Trauben sind 25 bis 30 Zentimeter lang und 9 Zentimeter breit. Die eiförmig-spitzen Brakteen weisen eine Länge von 18 Millimeter auf und sind 8 Millimeter breit. Die orangeroten, grünlich gespitzten Blüten stehen an 25 Millimeter langen Blütenstielen. Die Blüten sind 30 bis 35 Millimeter lang und an ihrer Basis gerundet. Oberhalb des Fruchtknotens  sind sie sehr leicht verengt. Ihre äußeren Perigonblätter sind nicht miteinander verwachsen. Die Staubblätter und der Griffel ragen 2 bis 4 Millimeter aus der Blüte heraus.

### Genetik
Die Chromosomenzahl beträgt {\displaystyle 2n=14}.

## Systematik, Verbreitung  und Gefährdung
Aloe khamiesensis ist in der südafrikanischen Provinz Nordkap im südlichen Namaqualand auf felsigen Hängen in den Bergen in Höhenlagen von 700 bis 1500 Metern, meist auf granitartigen Gestein, verbreitet.
Die Erstbeschreibung durch Neville Stuart Pillans wurde 1934 veröffentlicht.
Über die Gefährdung von Aloe khamiesensis liegen in der Roten Liste gefährdeter Arten der IUCN nur unzureichende Daten vor.

## Nachweise